# Diamond Ridge
Diamond Ridge és una concentració de població designada pel cens dels Estats Units a l'estat d'Alaska. Segons el cens del 2000 tenia 1.802 habitants.

## Demografia
Segons el cens del 2000, Diamond Ridge tenia 1.802 habitants, 683 habitatges, i 471 famílies La densitat de població era de 14,6 habitants/km².
Dels 683 habitatges en un 38,9% hi vivien nens de menys de 18 anys, en un 60% hi vivien parelles casades, en un 5,7% dones solteres, i en un 31% no eren unitats familiars. En el 24% dels habitatges hi vivien persones soles el 3,2% de les quals corresponia a persones de 65 anys o més que vivien soles. El nombre mitjà de persones vivint en cada habitatge era de 2,6 i el nombre mitjà de persones que vivien en cada família era de 3,15.
Per edats la població es repartia de la següent manera: un 29,7% tenia menys de 18 anys, un 5,3% entre 18 i 24, un 30,5% entre 25 i 44, un 28,6% de 45 a 60 i un 5,9% 65 anys o més.
L'edat mediana era de 38 anys. Per cada 100 dones hi havia 101,6 homes. Per cada 100 dones de 18 o més anys hi havia 104,9 homes.
La renda mediana per habitatge era de 50.977 $ i la renda mediana per família de 61.813 $. Els homes tenien una renda mediana de 51.964 $ mentre que les dones 26.548 $. La renda per capita de la població era de 23.864 $. Aproximadament el 7,9% de les famílies i el 7,9% de la població estaven per davall del llindar de pobresa.

## Poblacions més properes
El següent diagrama mostra les poblacions més properes.